# Pamfou
Pamfou ist eine französische Gemeinde mit 966 Einwohnern (Stand: 1. Januar 2022) im Département Seine-et-Marne in der Region Île-de-France. Sie gehört zum Arrondissement Provins und zum Kanton Nangis. Die Einwohner heißen Pamfoliens.

## Geographie
Pamfou liegt etwa 58 Kilometer südöstlich von Paris. Umgeben wird Pamfou von den Nachbargemeinden Les Écrennes im Norden, Valence-en-Brie im Süden und Osten, Machault im Süden und Westen sowie Le Châtelet-en-Brie im Nordwesten.
Durch die Gemeinde führt die Autoroute A5. Das Gemeindegebiet wird vom Flüsschen Ru de la Vallée Javot durchquert.

## Bevölkerungsentwicklung
| Jahr                      | 1962 | 1968 | 1975 | 1982 | 1990 | 1999 | 2006 | 2013 |
| Einwohner                 | 299  | 306  | 331  | 443  | 610  | 836  | 916  | 938  |
| Quelle: Cassini und INSEE |      |      |      |      |      |      |      |      |

## Sehenswürdigkeiten
- Kapelle (siehe auch: Liste der Monuments historiques in Pamfou)
- Gutshof und Schloss Chapuis in Drancy